# Finale del campionato europeo femminile di calcio 2005
La finale del campionato europeo femminile di calcio 2005 si tenne il 19 giugno 2005 all'Ewood Park di Blackburn tra le nazionali femminili di Germania e Norvegia terminata con la vittoria per 3-1 delle tedesche che hanno così conquistato il titolo europeo per la sesta volta, la quarta consecutiva. 

## Cammino verso la finale
Tedesche e norvegesi furono inserite entrambe nel gruppo B, insieme a Francia e Italia.
Il 6 giugno tedesche e norvegesi si affrontarono nella partita d'esordio del gruppo B; ebbero la meglio le campionesse in carica grazie alla rete di Pohlers realizzata dopo un'ora di gioco. Tre giorni dopo la Germania sconfisse nettamente l'Italia vincendo 4-0 con i gol nel primo tempo di Prinz e Pohlers, e di Jones e Mittag nella ripresa. La Norvegia invece pareggiò per 1-1 contro la Francia; dopo aver chiuso il primo tempo in svantaggio per la rete di Mugneret-Béghé le norvegesi pareggiarono nel secondo tempo grazie al gol siglato da Herlovsen. Nella terza e ultima giornata, la Germania vinse nettamente anche contro la Francia con le reti di Grings, Lingor e Minnert passando il turno come prima del girone, mentre le norvegesi sconfissero 5-3 l'Italia concludendo il girone al secondo posto a pari punti con la Francia ma premiate dalla miglior differenza reti; eliminate Francia e Italia.
Il 15 giugno, in semifinale, le tedesche sconfissero la Finlandia a Preston per 4-1 con doppietta di Grings e reti di Pohlers e Prinz. Nell'altra semifinale giocata il giorno successivo a Warrington le norvegesi si trovarono di fronte la Svezia in un derby tutto scandinavo; le norvegesi passarono in vantaggio con Gulbrandsen sul finire di primo tempo, ma subirono l'immediato pareggio svedese da parte di Ljungberg. Nella ripresa le norvegesi passarono nuovamente in vantaggio con la rete di Herlovsen ma furono raggiunte ad un minuto dalla fine da un altro gol di Ljungberg. La partita fu decisa nei tempi supplementari da un'altra rete di Gulbrandsen al 109'. Finì 3-2.

### Tabella riassuntiva del percorso
| Pos. | Squadra  | Pt | G | V | N | P | GF | GS | DR |
| ---- | -------- | -- | - | - | - | - | -- | -- | -- |
| 1.   | Germania | 9  | 3 | 3 | 0 | 0 | 8  | 0  | +8 |
| 2.   | Norvegia | 4  | 3 | 1 | 1 | 1 | 6  | 5  | +1 |
| 3.   | Francia  | 4  | 3 | 1 | 1 | 1 | 4  | 5  | -1 |
| 4.   | Italia   | 0  | 3 | 0 | 0 | 3 | 4  | 12 | -8 |

| Pos. | Squadra  | Pt | G | V | N | P | GF | GS | DR |
| ---- | -------- | -- | - | - | - | - | -- | -- | -- |
| 1.   | Germania | 9  | 3 | 3 | 0 | 0 | 8  | 0  | +8 |
| 2.   | Norvegia | 4  | 3 | 1 | 1 | 1 | 6  | 5  | +1 |
| 3.   | Francia  | 4  | 3 | 1 | 1 | 1 | 4  | 5  | -1 |
| 4.   | Italia   | 0  | 3 | 0 | 0 | 3 | 4  | 12 | -8 |

## Descrizione della partita

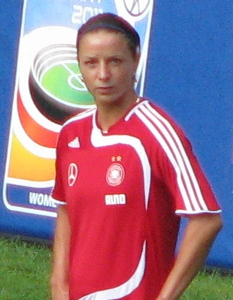
Inka Grings, vincitrice della classifica cannonieri

La partita iniziò con la Germania subito molto aggressiva che si portò avanti 2-0 dopo 24 minuti quando prima Grings e poi Lingor trovarono la rete.
A tal punto sembrava che sarebbe stata una gara in discesa per le tedesche, ma la Norvegia si riorganizzò e Mellgren dimezzò lo svantaggio sul finire di primo tempo e poco prima dell'intervallo si vide annullare per fuorigioco un gol di Frantzen e Rottenberg dovette respingere un tiro di Gulbrandsen.
Subito a inizio ripresa Rottenberg dovette fare un'altra grande parata respingendo un tiro dalla distanza di Klaveness, ma le speranze di rimonta della Norvegia si spensero quando un tiro dalla distanza di Prinz deviato da Stangeland  ingannò Nordby portando il risultato sul 3-1.
Nel finale un'eccezionale Nordby fermò Prinz respingendo sul palo un rasoterra dell'attaccante tedesca e nei minuti di recupero effettuò un'altra coraggiosa parata su Pohlers.
La partita si concluse sul 3-1 assicurando alla Germania il quarto titolo europeo consecutivo e il sesto delle ultime otto edizioni.

## Tabellino
| Arbitro: | Alexandra Ihringova |

|                                 |           |              |
| Grings 21’ Lingor 24’ Prinz 63’ | Marcatori | 41’ Mellgren |

| Germania | Norvegia |

| Germania (3-4-3) |    |                    |  |     |
|                  |    |                    |  |     |
| P                | 1  | Silke Rottenberg   |  |     |
| D                | 4  | Steffi Jones       |  |     |
| D                | 13 | Sandra Minnert     |  |     |
| D                | 17 | Ariane Hingst      |  |     |
| C                | 10 | Renate Lingor      |  |     |
| C                | 14 | Britta Carlson     |  | 81’ |
| C                | 16 | Conny Pohlers      |  |     |
| C                | 18 | Kerstin Garefrekes |  |     |
| A                | 6  | Inka Grings        |  | 68’ |
| A                | 9  | Birgit Prinz       |  |     |
| A                | 11 | Anja Mittag        |  | 58’ |
| Sostituzioni:    |    |                    |  |     |
| A                | 20 | Petra Wimbersky    |  | 58’ |
| A                | 8  | Sandra Smisek      |  | 68’ |
| A                | 5  | Sarah Günther      |  | 81’ |
| Selezionatore:   |    |                    |  |     |
| Tina Theune      |    |                    |  |     |

| Norvegia (5-2-3) |    |                        |  |     |
|                  |    |                        |  |     |
| P                | 1  | Bente Nordby           |  |     |
| D                | 2  | Ane Stangeland         |  |     |
| D                | 3  | Gunhild Følstad        |  |     |
| D                | 6  | Marit Fiane Grødum     |  |     |
| D                | 17 | Marianne Paulsen       |  |     |
| D                | 4  | Ingvild Stensland      |  |     |
| C                | 7  | Trine Rønning          |  | 83’ |
| C                | 8  | Solveig Gulbrandsen    |  |     |
| A                | 14 | Dagny Mellgren         |  |     |
| A                | 19 | Stine Frantzen         |  | 59’ |
| A                | 20 | Lise Klaveness         |  | 87’ |
| Sostituzioni:    |    |                        |  |     |
| A                | 9  | Isabell Herlovsen      |  | 59’ |
| C                | 18 | Marie Knutsen          |  | 83’ |
| A                | 16 | Kristin Blystad-Bjerke |  | 87’ |
| Selezionatore:   |    |                        |  |     |
| Bjarne Berntsen  |    |                        |  |     |

| Assistenti arbitrali: Yolanda Parga Rodriguez (Spagna) Blazenka Logarusic (Croazia) Quarto ufficiale: Dagmar Damkova (Repubblica Ceca) | Regole incontro: - 90 minuti. - 30 minuti di tempi supplementari se necessario. - Tiri di rigore se l'incontro finisce in parità. - Dodici atlete a disposizione come sostituti. - Tre sostituzioni massime durante l'incontro. |